# Парламентарни избори у Словенији 2022.
Парламентарни избори у Словенији одржани су 24. априла 2022. године на којима су изабрани посланици Државног збора.
Владајућа Словеначка демократска странка, коју предводи председник владе Јанез Јанша, поражена је од Роберта Голоба и његовог Покрета Слобода. Нова Словенија је заузела треће место, а следе је Социјалдемократе и Левица које су претрпеле значајне губитке. Листа Марјана Шареца и Странка Аленке Братушек остале су испод цензуса од 4% и нису освојиле ниједан мандат. Излазност је износила 69%, што је значајно повећање у односу на претходна два избора (52,63% у 2018. и 51,71% у 2014).